# The King of Chicago
The King of Chicago è un videogioco d'avventura/d'azione sviluppato nel 1987 prevalentemente da Doug Sharp e pubblicato dalla Cinemaware per molti computer a 16 bit. Il gioco prende spunto da molti b-movie sulla mafia ed è ambientato negli anni trenta.
Era prevista anche una conversione per il computer a 8 bit Commodore 64, ma non fu completata.

## Trama
Il giocatore inizia l'attività a Chicago in una piccola banda facente parte della galassia di Al Capone. L'obiettivo del gioco è incrementare la dimensione della banda al fine di poter controllare la città. Il giocatore deve riuscire a raggiungere una dimensione minima entro una certa data al fine entrare nel sindacato di New York.
Il giocatore può svolgere diverse attività come le sparatorie nei parcheggi, gli attentati dinamitardi, la corruzione di pubblici ufficiali e la gambizzazione di persone scomode. Il giocatore deve eliminare gli altri contendenti, sviare la legge e contemporaneamente deve garantire alla sua ragazza uno stile di vita adeguato.